# ۱۸۴۲
۱۸۴۲ (میلادی) هزار و هشتصد و چهل و دومین سال تقویم میلادی است.
اگوست کنت فرانسوی برای اولین بار اصطلاح جامعه شناسی را در کتاب فلسفه اثباتی بکار برد.
او ابتدا از اصطلاح فیزیک اجتماعی استفاده می کرد اما از آنجا که تصور می کرد اصطلاح از کتله (آمارشناس بلژیکی) اقتباس شده اصطلاح جامعه شناسی را برای اثر خود ابداع نمود.

## زادگان
- سوفوس لی - ریاضی‌دان مشهور
- ۳ فوریه – سیدنی لنیر، شاعر آمریکایی (د. ۱۸۸۱)
- ۲۳ فوریه – کارل رابرت ادوارد فن هارتمان، فیلسوف آلمانی (د. ۱۹۰۶)
- ۲۵ فوریه – کارل مای (نویسنده)، نویسنده آلمانی (د. ۱۹۱۲)
- ۱۸ مارس – استفان مالارمه، شاعر و نویسنده فرانسوی (د. ۱۸۹۸)
- ۴ ژوئیه – هرمان کوهن، دانشمند و فیلسوف آلمانی (د. ۱۹۱۸)
- ۱۳ سپتامبر – جان اچ. بانکهد، سیاست‌مدار آمریکایی (د. ۱۹۲۰)

## درگذشتگان
- ۲۳ مارس – استاندال، نویسنده فرانسوی (ز. ۱۷۸۳)
- ۲۸ ژوئیه – کلمنس برنتانو، نویسنده و شاعر آلمانی (ز. ۱۷۷۸)
- ۱۵ سپتامبر – فرانچسکو مورازان، سیاست‌مدار کاستاریکایی (ز. ۱۷۹۲)